# Équipe du Venezuela féminine de basket-ball
Cet article traite de l'équipe féminine. Pour l'équipe masculine, voir Équipe du Venezuela masculine de basket-ball.
Maillots
L’équipe du Venezuela féminine de basket-ball est la sélection des meilleures joueuses vénézuéliennes de basket-ball.

## Résultats

### Parcours aux Jeux olympiques
- 2016 : Non qualifiée[2]

### Parcours en Championnat des Amériques
Voici le parcours de l’équipe du Venezuela en Championnat des Amériques :
- 1999 :  8e
- 2009 :  7e
- 2013 :  8e
- 2015 :  5e

### Parcours en Championnat d'Amérique du Sud
Voici le parcours de l’équipe du Venezuela en Championnat d'Amérique du Sud :
- 1970 :  8e
- 1984 :  7e
- 1989 :  6e
- 1991 :  5e
- 1997 :  6e
- 1999 :   3e
- 2003 :  4e
- 2005 :  4e
- 2006 :  6e
- 2008 :  4e
- 2010 :  6e
- 2013 :  4e
- 2014 :   3e